# Maria Fadrique
Maria Fadrique Cantacuzena, anche nota come Maria Fadrique d'Aragona (Salona, 1370 – Edirne, 1395), è stata una nobildonna spagnola, signora regnante di Salona sotto la reggenza della madre, Elena Asanina Cantacuzena. Nel 1393 o 1394, venne catturata dagli ottomani e fatta entrare nell'harem del sultano Bayezid I, dove morì l'anno seguente.

## Biografia
Maria Fadrique nacque nel 1370 a Salona, unica figlia del nobile catalano Louis Fadrique, conte di Salona (Francocrazia) e signore di Zetouni ed Egina, e di Elena Asanina Cantacuzena, principessa bizantina. Divenne contessa alla morte di suo padre nel 1382, anche se, a causa della minore età, fu posta sotto la reggenza della madre.  
Rinomata per la sua bellezza, furono in molti a richiederne la mano. Nel 1382, vennero intavolare trattative con Bernaduch, figlio di Filippo Dalmau, visconte di Rocaberti, continuate fino al 1387; e con Stefano di Farsalo, figlio di Simeon Uroš, interrotte dopo che Pietro IV d'Aragona scrisse a Elena invitandola a non dare in sposa sua figlia a uno straniero. Nel 1390, Neri Acciaioli la chiese in moglie per conto del cognato Pietro Saraceno, ma alla fine sembra si fosse deciso di sposarla a Matteo di Moncada, figlio di Guglielmo Raimondo III, conte di Augusta.  
Il matrimonio non si tenne mai a causa della presa ottomana di Salona verso la fine del 1393 per mano del sultano Bayezid I. Maria fu presa come bottino e fatta entrare nell'harem di Bayezid a Edirne, dove morì nel 1395, secondo alcuni giustiziata.

## Ascendenza
|                           |                         |                                      | Genitori               |  |  | Nonni |  |  | Bisnonni                    |  |  | Trisnonni               |  |
|                           |                         |                                      |                        |  |  |       |  |  | Alfonso Federico di Sicilia |  |  | Federico III di Sicilia |  |
|                           |                         |                                      |                        |  |  |       |  |  | Alfonso Federico di Sicilia |  |  | Federico III di Sicilia |  |
|                           |                         | Sibilla Sormella                     |                        |  |  |       |  |  | Alfonso Federico di Sicilia |  |  |                         |  |
| Jacques Fadrique          |                         |                                      |                        |  |  |       |  |  | Alfonso Federico di Sicilia |  |  |                         |  |
|                           |                         | Marulla da Verona                    | Bonifacio da Verona    |  |  |       |  |  |                             |  |  |                         |  |
|                           |                         | Marulla da Verona                    | Bonifacio da Verona    |  |  |       |  |  |                             |  |  |                         |  |
|                           |                         | Marulla da Verona                    | …                      |  |  |       |  |  |                             |  |  |                         |  |
| Louis Fadrique            |                         | Marulla da Verona                    |                        |  |  |       |  |  |                             |  |  |                         |  |
|                           |                         | …                                    | …                      |  |  |       |  |  |                             |  |  |                         |  |
|                           |                         | …                                    | …                      |  |  |       |  |  |                             |  |  |                         |  |
|                           |                         | …                                    | …                      |  |  |       |  |  |                             |  |  |                         |  |
| …                         |                         | …                                    |                        |  |  |       |  |  |                             |  |  |                         |  |
|                           |                         | …                                    | …                      |  |  |       |  |  |                             |  |  |                         |  |
|                           |                         | …                                    | …                      |  |  |       |  |  |                             |  |  |                         |  |
|                           |                         | …                                    | …                      |  |  |       |  |  |                             |  |  |                         |  |
| Maria Fadrique            |                         | …                                    |                        |  |  |       |  |  |                             |  |  |                         |  |
|                           | Giovanni VI Cantacuzeno | Michele Cantacuzeno                  |                        |  |  |       |  |  |                             |  |  |                         |  |
|                           | Giovanni VI Cantacuzeno | Michele Cantacuzeno                  |                        |  |  |       |  |  |                             |  |  |                         |  |
|                           | Giovanni VI Cantacuzeno | Teodora Paleologa Cantacuzena Angela |                        |  |  |       |  |  |                             |  |  |                         |  |
| Matteo Cantacuzeno        | Giovanni VI Cantacuzeno |                                      |                        |  |  |       |  |  |                             |  |  |                         |  |
|                           |                         | Irene Asanina                        | Andronico Asen         |  |  |       |  |  |                             |  |  |                         |  |
|                           |                         | Irene Asanina                        | Andronico Asen         |  |  |       |  |  |                             |  |  |                         |  |
|                           |                         | Irene Asanina                        | N. Tarchanaiotissa     |  |  |       |  |  |                             |  |  |                         |  |
| Elena Asanina Cantacuzena |                         | Irene Asanina                        |                        |  |  |       |  |  |                             |  |  |                         |  |
|                           |                         | Demetrio Paleologo                   | Andronico II Paleologo |  |  |       |  |  |                             |  |  |                         |  |
|                           |                         | Demetrio Paleologo                   | Andronico II Paleologo |  |  |       |  |  |                             |  |  |                         |  |
|                           |                         | Demetrio Paleologo                   | Violante di Monferrato |  |  |       |  |  |                             |  |  |                         |  |
| Irene Paleologa           |                         | Demetrio Paleologo                   |                        |  |  |       |  |  |                             |  |  |                         |  |
|                           |                         | Teodora Comnena                      | …                      |  |  |       |  |  |                             |  |  |                         |  |
|                           |                         | Teodora Comnena                      | …                      |  |  |       |  |  |                             |  |  |                         |  |
|                           |                         | Teodora Comnena                      | …                      |  |  |       |  |  |                             |  |  |                         |  |
|                           |                         | Teodora Comnena                      |                        |  |  |       |  |  |                             |  |  |                         |  |